# Skoklosterskölden

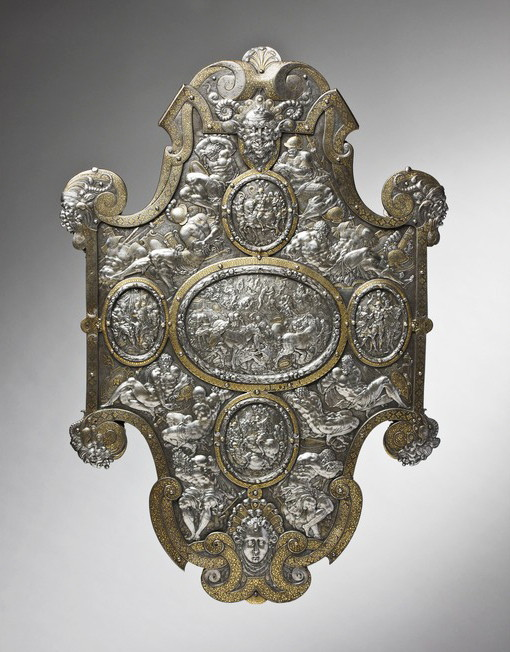
Skoklosterskölden.

Skoklosterskölden är en praktsköld från 1500-talets mitt som förvaras på Skoklosters slott.
Skoklosterskölden är en prakt- eller paradsköld som inte skulle användas i strid utan fungerade som utsmyckningsföremål. Skölden är ett renässansarbete från omkring 1560 och tillverkades troligen av guldsmeden Eliseus Libaerts i Antwerpen efter förlaga av Etienne Delaune (även stavat de Laune, de Laulne, Delaulne).  Det finns olika uppgifter om vem beställaren skulle kunna ha varit. En uppfattning gör gällande att den tillverkades för Erik XIV:s räkning. En annan uppfattning gör gällande att den  tillverkades för kejsaren Rudolf II kröning 1564. Den skulle då senare ha tagits som krigsbyte vid stormningen av Prags lilla sida 1648. Den finns upptagen i Carl Gustav Wrangels Wolgastinventarium från 1651 och Skoklosters slott inventarium från 1710.   
Materialet är stål med påhamrat guld och silver. På skölden finns i drivet arbete fem reliefer. De fyra mindre föreställande en konungs strid, hans förberedelse till denna och hans triumfatoriska hemkomst. Mittreliefen visar en bataljscen. Relieferna omgivas av fjättrade fångar och trofé-grupper. Måtten är: höjd 710 mm, bredd 492 mm och vikten är 3780 gram. Föremålet utställs i Wrangels rustkammare på Skoklosters slott och en replik finns i Wien.